# 罗克福尔莱潘
罗克福尔莱潘（法語：Roquefort-les-Pins，法語發音：[ʁɔkfɔʁ le pɛ̃]）是法国滨海阿尔卑斯省的一个市镇，位于该省中南部，属于格拉斯区。

## 地理
罗克福尔莱潘（43°39'56"N, 7°3'3"E）面积21.53 平方千米，位于法国普罗旺斯-阿尔卑斯-蓝色海岸大区滨海阿尔卑斯省，该省份为法国东南部沿海省份，南濒地中海，西南至瓦尔省，西北接上普罗旺斯阿尔卑斯省，北部和东部与意大利接壤。
与罗克福尔莱潘接壤的市镇（或旧市镇、城区）包括：卢河畔勒巴尔、卢河畔拉科勒、奥皮奥、勒鲁雷、卢河畔图雷特、瓦尔博讷、卢贝新城。

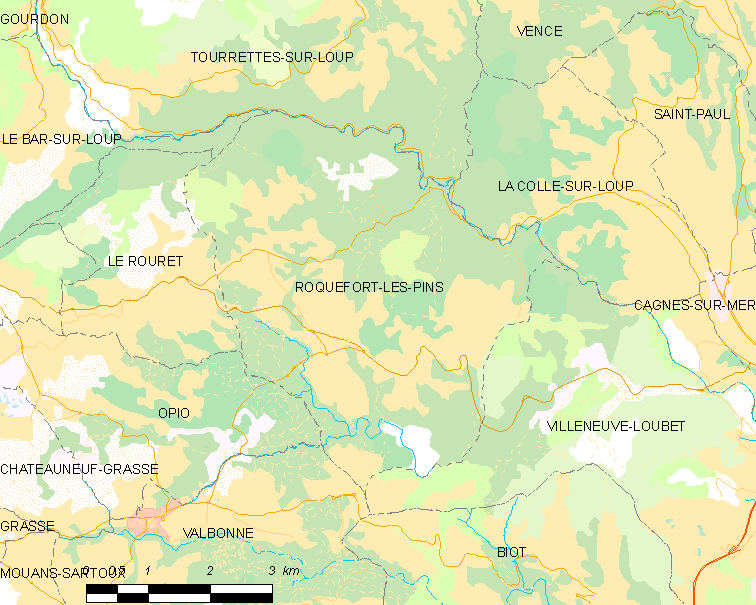
罗克福尔莱潘的OSM定位图

罗克福尔莱潘的时区为UTC+01:00、UTC+02:00（夏令时）。

## 行政
罗克福尔莱潘的邮政编码为06330，INSEE市镇编码为06105。

## 政治
罗克福尔莱潘所属的省级选区为卢贝新城县。

## 人口

1962-2008年间罗克福尔莱潘人口变化图示

罗克福尔莱潘于2022年1月1日时的人口数量为7284人。